# Tedric Thompson
Tedric Thompson (Inglewood, 20 gennaio 1995) è un ex giocatore di football americano statunitense che ha giocato nel ruolo di Safety nella National Football League (NFL).

## Carriera

### Seattle Seahawks
Thompson al college giocò a football con i Colorado Buffaloes dal 2013 al 2016. Fu scelto nel corso del quarto giro (111º assoluto) del Draft NFL 2017 dai Seattle Seahawks. Debuttò come professionista subentrando nella gara del nono turno contro i Washington Redskins mettendo a segno un tackle. La sua stagione da rookie si concluse con 4 tackle e 2 fumble recuperati in 9 presenze, nessuna delle quali come titolare.
Nel quinto turno della stagione 2018 Thompson fu nominato titolare dopo l'infortunio che pose fine alla stagione della safety All-Pro Earl Thomas e rispondendo col primo intercetto in carriera ai danni di Jared Goff dei Los Angeles Rams.
Nel 2019, dopo l'addio di Thomas, Thompson divenne stabilmente la free safety titolare della difesa di Seattle. Il primo intercetto stagionale lo mise a segno nel quinto turno contro i Rams nel finale di gara, un'azione decisiva ai fini della vittoria finale. Il 30 ottobre 2019 fu inserito in lista infortunati per un problema a una spalla. Fu svincolato il 31 marzo 2020.

### Kansas City Chiefs
Il 29 luglio 2020 Thompson firmò con i Kansas City Chiefs.